# Ангуран (приток Сэдзьвы)
Ангуран или Анчуран — река в России, течёт по территории городского округа Усинск и Усть-Цилемского района Республики Коми. Устье реки находится в 127 км по левому берегу Сэдзьвы. Длина реки составляет 29 км.

## Данные водного реестра
По данным государственного водного реестра России относится к Двинско-Печорскому бассейновому округу, водохозяйственный участок реки — Печора от водомерного поста Усть-Цильма и до устья, речной подбассейн реки — бассейны притоков Печоры ниже впадения Усы. Речной бассейн реки — Печора.
Код объекта в государственном водном реестре — 03050300212103000081724.